# Campionati europei di atletica leggera indoor 2025 - Salto in lungo femminile
La gara dei salto in lungo femminile ai campionati europei di atletica leggera indoor di Omnisport 2025 si svolse dal 7 all'8 marzo 2025 presso l'Omnisport Apeldoorn.

## Podio
| Pos.    | Atleta            | Nazionalità |
| ------- | ----------------- | ----------- |
| Oro     | Larissa Iapichino | Italia      |
| Argento | Annik Kälin       | Svizzera    |
| Bronzo  | Malaika Mihambo   | Germania    |

## Qualificazione
Il minimo di partecipazione era di 6,85 m.

## Record
| Record                | Record          | Record | Record             | Record           |
| --------------------- | --------------- | ------ | ------------------ | ---------------- |
| Record mondiale       | Heike Drechsler | 7,37 m | Vienna, Austria    | 13 febbraio 1988 |
| Record europeo        | Heike Drechsler | 7,37 m | Vienna, Austria    | 13 febbraio 1988 |
| Record dei campionati | Heike Drechsler | 7,30 m | Budapest, Ungheria | 5 marzo 1988     |

## Programma
| Data    | Ora   | Turno          |
| ------- | ----- | -------------- |
| 7 marzo | 11:42 | Qualificazione |
| 8 marzo | 20:29 | Finale         |

## Risultati

### Qualificazioni
Si qualificano alla finale le atlete che ottengono la misura di 6,65 m (Q) o le migliori 8 (q).
| Pos. | Atleta                | Nazione       | 1ª prova | 2ª prova | 3ª prova | Risultato | Note |
| ---- | --------------------- | ------------- | -------- | -------- | -------- | --------- | ---- |
| 1    | Annik Kälin           | Svizzera      | x        | 6,77 m   |          | 6,77 m    | Q =  |
| 2    | Larissa Iapichino     | Italia        | 6,53 m   | 6,76 m   |          | 6,76 m    | Q    |
| 3    | Pauline Hondema       | Paesi Bassi   | 6,54 m   | 6,70 m   |          | 6,70 m    | Q =  |
| 4    | Malaika Mihambo       | Germania      | 6,68 m   |          |          | 6,68 m    | Q    |
| 5    | Milica Gardašević     | Serbia        | 6,26 m   | 6,67 m   |          | 6,67 m    | Q    |
| 6    | Mikaelle Assani       | Germania      | 6,62 m   | 6,34 m   | r        | 6,62 m    | q    |
| 7    | Fátima Diame          | Spagna        | 6,59 m   | 6,45 m   | 6,56 m   | 6,59 m    | q =  |
| 8    | Plamena Mitkova       | Bulgaria      | 6,59 m   | x        |          | 6,59 m    | q    |
| 9    | Anna Matuszewicz      | Polonia       | x        | 6,52 m   | 6,17 m   | 6,52 m    |      |
| 10   | Alice Hopkins         | Gran Bretagna | x        | 6,46 m   | 6,35 m   | 6,46 m    |      |
| 11   | Nikola Horowska       | Polonia       | 6,23 m   | 6,42 m   | 6,24 m   | 6,42 m    |      |
| 12   | Filippa Kviten        | Cipro         | x        | 6,41 m   | 6,33 m   | 6,41 m    |      |
| 13   | Jogaile Petrokaité    | Lituania      | x        | 6,20 m   | 6,29 m   | 6,29 m    |      |
| 14   | Alina Rotaru-Kottmann | Romania       | 6,04 m   | x        | 6,29 m   | 6,29 m    |      |
| 15   | Irati Mitxelena       | Spagna        | 5,94 m   | 6,28 m   | 6,21 m   | 6,28 m    |      |
| 16   | Petra Bánhidi-Farkas  | Ungheria      | x        | 6,03 m   | x        | 6,03 m    |      |
| 17   | Yana Sargsyan         | Armenia       | 5,84 m   | 5,83 m   | x        | 5,84 m    |      |
| 18   | Antriana Gkogka       | Grecia        | x        | 2,18 m   | x        | 2,18 m    |      |

### Finale
| Pos.    | Atleta            | Nazione     | 1ª prova | 2ª prova | 3ª prova | 4ª prova | 5ª prova | 6ª prova | Risultato | Note                                     |
| ------- | ----------------- | ----------- | -------- | -------- | -------- | -------- | -------- | -------- | --------- | ---------------------------------------- |
| Oro     | Larissa Iapichino | Italia      | 6,71 m   | x        | 6,94 m   | 6,78 m   | 6,69 m   | x        | 6,94 m    | Miglior prestazione personale stagionale |
| Argento | Annik Kälin       | Svizzera    | 6,90 m   | 6,85 m   | 6,68 m   | x        | x        | 5,30 m   | 6,90 m    | Record nazionale                         |
| Bronzo  | Malaika Mihambo   | Germania    | 6,45 m   | x        | x        | –        | 6,65 m   | 6,88 m   | 6,88 m    |                                          |
| 4       | Milica Gardašević | Serbia      | 6,75 m   | x        | x        | x        | 6,72 m   | x        | 6,75 m    | Miglior prestazione personale stagionale |
| 5       | Fátima Diame      | Spagna      | x        | 6,73 m   | x        | 6,64 m   | 6,50 m   | 6,73 m   | 6,73 m    | Miglior prestazione personale stagionale |
| 6       | Plamena Mitkova   | Bulgaria    | 6,37 m   | 6,63 m   | x        | 6,56 m   | 6,59 m   | 6,63 m   | 6,63 m    |                                          |
| 7       | Pauline Hondema   | Paesi Bassi | x        | x        | x        | 6,50 m   | 6,43 m   | x        | 6,50 m    |                                          |
| 8       | Mikaelle Assani   | Germania    | 4,20 m   | x        | 4,59 m   | 5,95 m   | 6,32 m   | x        | 6,32 m    |                                          |